# José María Heredia

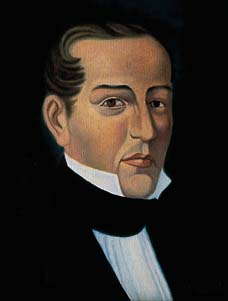
José María Heredia (ca. 1834/35)

José María Heredia y Heredia (* 31. Dezember 1803 in Santiago de Cuba; † 7. Mai 1839 in Mexiko-Stadt) war ein kubanischer Poet. Zusammen mit Gertrudis Gómez de Avellaneda gehörte er zu den bedeutendsten Vertretern der kubanischen Romantik des 19. Jahrhunderts.

## Leben und Wirken
Geboren in Santiago de Cuba als erstes Kind spanischer Eltern, die aus der heutigen Dominikanischen Republik stammten, verbrachte José María Heredia einen Großteil seiner Kindheit an zahlreichen Orten in der karibischen Region, so in der damaligen spanischen Kolonie Florida, in Santo Domingo und in Venezuela, wo sein Vater als hoher Beamter der spanischen Regierung und Richter tätig war. 1816 legte er an der Universität Caracas eine Lateinprüfung ab. Seit 1818 studierte er in Havanna Jura, seit 1819 in Mexiko-Stadt. Nach der Ermordung seines Vaters im Oktober 1820 kehrte er nach Kuba zurück, wurde von seinem Onkel unterstützt und arbeitete kurze Zeit als Anwalt. Auf Grund seiner Aktivitäten zur Erlangung der Unabhängigkeit, als Teilnehmer einer Verschwörung und weil er als Freimaurer Verfolgung befürchten musste, verbrachte er einen großen Teil seines Lebens seit 1823 im Exil in den USA und seit 1825 im unabhängig gewordenen Mexiko. Dort diente er als Offizier, war Abgeordneter und seit 1833 Professor für Literatur und Geschichte, Sekretär des Generals Santa Anna und Minister. Er arbeitete als Übersetzer und bei zahlreichen mexikanischen Literaturmagazinen mit und überarbeitete den Entwurf für das neue mexikanische Strafrecht.
Von einem spanischen Gericht wurde Heredia 1831 in Abwesenheit zum Tode verurteilt. Nachdem er seinen Unabhängigkeitsideen öffentlich abschwor – nicht zuletzt aufgrund der Erfahrung des nachrevolutionären Chaos in Mexiko –, durfte er 1836 nach Kuba zurückkehren. Dort traf er sich wieder mit Gleichgesinnten, unter anderem mit seinem ehemaligen Mentor Domingo del Monte, doch seine Freunde kritisierten seine Distanzierung von der Unabhängigkeitsbewegung. Er wurde schon nach vier Monaten wieder des Landes verwiesen und kehrte im Februar 1837 schwerkrank nach Mexiko zurückkehrte. Dort starb er 1839 an Tuberkulose. Seine sterblichen Überreste wurden 1847 in ein Gemeinschaftsgrab geworfen; es gibt kein Grab mit seinem Namen.

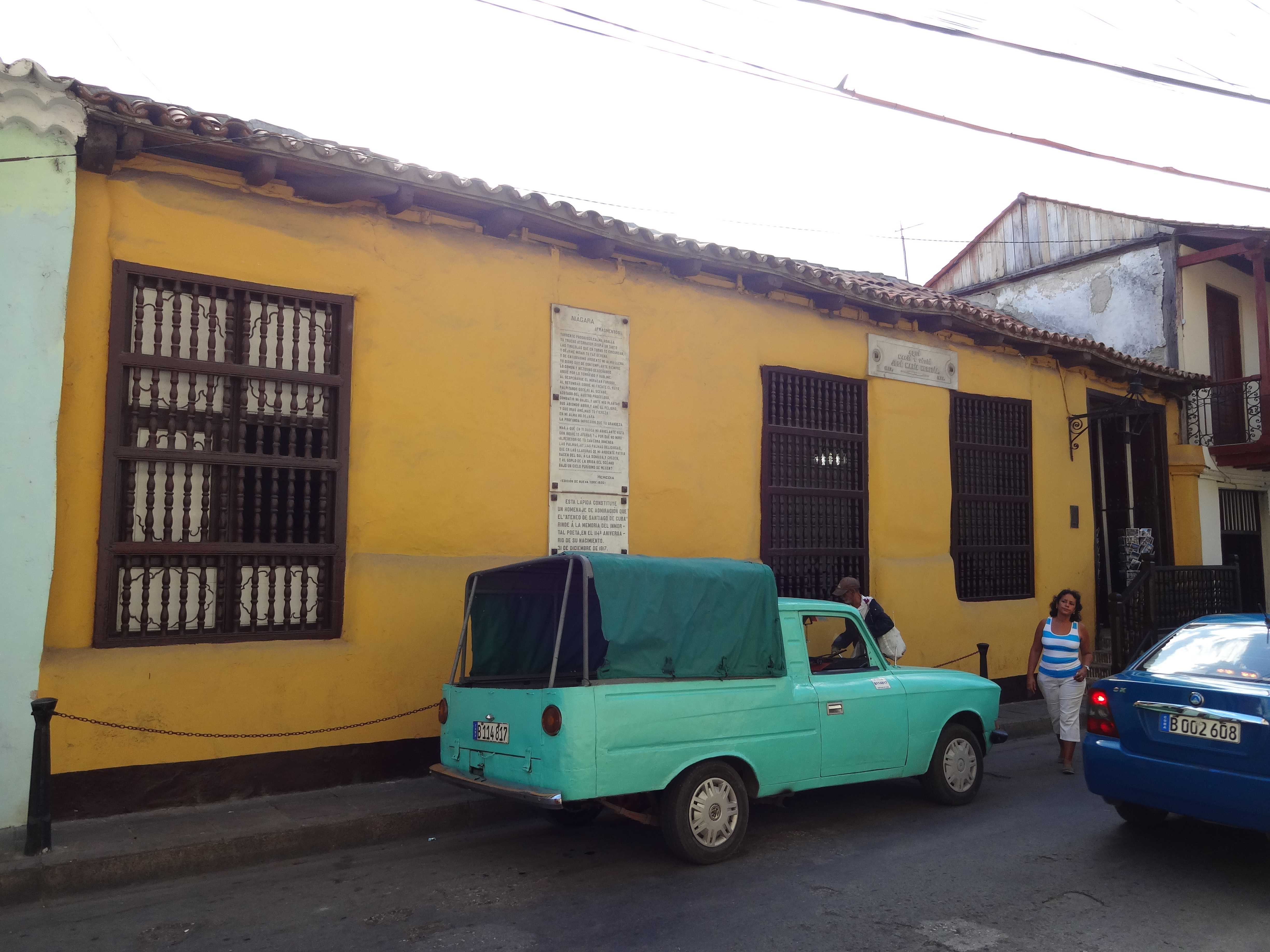
Geburtshaus in Santiago de Cuba

Seine Witwe Jacoba Yáñez Echeverría starb vier Tage nach ihrer Rückkehr aus dem Exil 1844 im Alter von 33 Jahren in Matanzas. Das Paar hinterließ zwei Kinder, José de Jesús Heredia (1836–1926) und Loreto Heredia de Lamadrid (1829–1910). Zwei weitere Töchter und ein Sohn starben schon als kleine Kinder. Seine Mutter starb 1857 in Kuba.
Heredias Geburtshaus ist als Museum und Galerie eingerichtet. An der Hauswand ist die Oda a Niágara eingelassen. Ebenso befindet sich eine Bronzetafel mit Versen aus dieser Ode an den Niagarafällen.

## Werke
Heredia gilt als erster großer romantischer Dichter des amerikanischen Kontinents und als einer der wichtigsten spanischsprachigen Dichter der Epoche. Oft wird er als kubanischer Nationaldichter betrachtet; seine Bedeutung wird mit der Walt Whitmans für Nordamerika verglichen. Seine patriotischen Verse wie La estrella de Cuba („Der Stern Kubas“) werden oft zitiert.
Die ältesten erhaltenen und datierbaren Gedichte Heredias’ stammen aus dem Jahr 1817. Zu seinen wichtigsten Werken gehören seine ebenso musikalischen wie melancholischen Oden. Die bekanntesten sind En el Teocali de Cholua (1820), welche nach der Besichtigung der mexikanischen Tempelruinen der Azteken entstand, sowie Oda a Niágara (1824), in der er seine Eindrücke von den Niagarafällen beschreibt. Heredia verfasste auch Sonette und Dramen, teils in Anlehnung an europäische Werke. Er übersetzte während seines Aufenthalts in New York den Ossian ins Spanische und trug damit zur Begeisterung für das Mittelalter in Lateinamerika bei. Außerdem übersetzte er Werke von Thomas Moore, Lord Byron, Walter Scott, Daniel Webster, Voltaire und Goethe.
Die ihm gelegentlich zugeschriebene Autorenschaft des 1826 anonym erschienenen historischen Romans Jicoténcal ist sehr zweifelhaft; vermutlich war dessen Autor der katholische Priester Félix Varela (1788–1853).
Leonardo Padura behandelt in seinem Roman La novela de mi vida das Leben Heredias in faktengestützter, doch weitgehend fiktiver Form.
Werkausgaben (Digitalisate)
- Poesías
- Poesías Líricas